# 12623 Таваддуд
12623 Таваддуд (12623 Tawaddud) — астероїд головного поясу, відкритий 17 жовтня 1960 року.
Тіссеранів параметр щодо Юпітера — 3,486.
Названо на честь персонажа Таваддуд із Казок тисяча і однієї ночі.